# Caecognathia caeca
Caecognathia caeca is een pissebed uit de familie Gnathiidae. De wetenschappelijke naam van de soort is voor het eerst geldig gepubliceerd in 1911 door Richardson.